# Kurt Dunkelmann
Kurt Dunkelmann (* 3. November 1906 in Crivitz; † 27. April 1983 in Ribnitz-Damgarten) war ein deutscher Schiffsbauer. Er wirkte als Generaldirektor der Rostocker Neptunwerft sowie als Schauspieler und Künstler.

## Leben
Dunkelmann studierte von 1926 bis 1929 Schiffbau an der Technischen Lehranstalt in Bremen. Dort trat er 1926 auch der Burschenschaft Alemannia zu Bremen bei. Nach dem Studium kehrte er in seine mecklenburgische Heimat zurück, wo er in den folgenden Jahren als Ingenieur tätig war. Zum 1. Mai 1933 trat er der NSDAP bei (Mitgliedsnummer 2.456.392), später wurde er Mitglied der SED.
Von 1959 bis 1974 war er Generaldirektor der Rostocker Neptunwerft.
1936 heiratete Dunkelmann die Schauspielerin Erika Dunkelmann (geb. Allwart). Aus der Ehe gingen fünf Kinder hervor.
Ab 1954 spielte Dunkelmann Rollen in verschiedenen DEFA Spielfilmen. Er verfasste zudem mehrere niederdeutsche Bücher und widmete sich der Aquarellmalerei. Er starb am 27. April 1983 in seiner Heimatstadt Rostock, in der postum eine Straße nach ihm benannt wurde.
1963 wurde ihm der Orden Banner der Arbeit verliehen.
Kurt Dunkelmann und seine Frau fanden auf dem Schifferfriedhof in Ahrenshoop die letzte Ruhe.

## Filmografie
- 1954: Ernst Thälmann – Sohn seiner Klasse
- 1955: Ernst Thälmann – Führer seiner Klasse
- 1956: Das Traumschiff
- 1957: Schlösser und Katen
- 1957: Spur in die Nacht
- 1961: Septemberliebe
- 1965: Solange Leben in mir ist

## Werke
- De letzte un de ierste Tiet. Rostock 1982
- All nich so eenfach dat Leben. Rostock 1984
- Rostocker Jungs. Rostock (1997)